# 赵城文庙
赵城文庙，位于山西省临汾市洪洞县赵城镇东街、赵城一中北侧，即原赵城县城十字大街南段路东，为原赵城县的县级文庙。现存三座建筑：大成殿、明伦堂和尊经阁，创建于明洪武七年（1374）或正德年间，清顺治丙申（1656年）重修。大成殿现在赵城一中内，用作仓库，明伦堂和尊经阁在墙外，已废弃。赵城文庙已公布为洪洞县文物保护单位。